# جیسک اسنوکس
جیسک اسنوکس (انگلیسی: Jiske Snoeks؛ زادهٔ ۱۹ مه ۱۹۷۸) ورزشکار هاکی روی چمن اهل پادشاهی هلند است.
وی در مسابقات کشوری و بین‌المللی در مجموع برندهٔ ۲ مدال طلا، ۲ مدال نقره، ۱ مدال برنز شده‌است.